# Kate Jacewicz
Katherine Margaret Jacewicz (Manly, Australia - 6 de abril de 1985) es una árbitra de fútbol australiana internacional desde 2011.

## Carrera

### Participaciones
Ha participado en los siguientes torneos:
- A-League
- Copa Mundial Femenina de Fútbol Sub-17 de 2016
- Copa Asiática femenina de la AFC de 2018
- Copa Mundial Femenina de Fútbol Sub-20 de 2018
- Copa Mundial Femenina de Fútbol de 2019
- Copa Asiática Femenina de la AFC de 2022
- Copa Mundial Femenina de Fútbol de 2023